# Brookula
Brookula is een geslacht uit de clade der Vetigastropoda, wat een onderafdeling is van de klasse der Gastropoda (slakken). De plaatsing in een familie is onzeker.

## Soorten
Deze soortenlijst is mogelijk incompleet.
| - B. angeli - B. annectens - B. argentina - B. augeria - B. benthicola - B. bohni - B. brevis - B. calypso - B. charleenae - B. conica - B. contigua - B. corulum - B. decussata - B. densilaminata - B. enderbyensis - B. exquisita | - B. finesia - B. finlayi - B. galapagana - B. gemmula - B. iki - B. jacksonensis - B. kerguelensis - B. lamonti - B. megaumbilicata - B. meridionale - B. nepeanensis - B. obscura - B. olearia - B. orospatia - B. paranaensis - B. pfefferi | - B. powelli - B. prognata - B. proseila - B. spinulata - B. stibarochila - B. strebeli - B. tumida - B. turbinata |